# Y ahora Sonsoles
Y ahora Sonsoles, comúnmente abreviado como YAS, es un programa de televisión estrenado el 24 de octubre de 2022, presentado por Sonsoles Ónega y por Pepa Romero en su sustitución y producido por Atresmedia Televisión en colaboración con Buendía Estudios para su emisión en Antena 3.

## Historia
El 1 de julio de 2022, Sonsoles Ónega recibió la llamada de la secretaria del director general de Atresmedia Televisión para concertar una cita para el 8 de julio de 2022 en un hotel de Madrid, en la cual el director general, Carlos Fernández, le hizo una oferta para sumarse al elenco de presentadores del grupo. Tras pensar la oferta durante 48 horas, el 11 de julio se despidió del programa Ya es mediodía y, acto seguido, mantuvo una reunión con el entonces consejero delegado de Mediaset España, Paolo Vasile, para informarle de la oferta que le había hecho el grupo de la competencia y de su marcha. Ese mismo día, Atresmedia hizo oficial en un comunicado de prensa el fichaje de la presentadora y escritora.
Durante el verano de 2022 se fueron conociendo detalles del nuevo programa presentado por Sonsoles Ónega. El 26 de julio se conoció que Patricia Lennon-Hunt, hasta ese momento directora de Ya es mediodía, sería la directora del programa. Más tarde, el 1 de septiembre de 2022, el equipo empezó a trabajar en el Centro de Producción de Programas de Atresmedia en San Sebastián de los Reyes (Madrid) y doce días después, el 13 de septiembre, se informó de que el programa se llamaría Y ahora Sonsoles, comenzando a promocionarse en los bloques publicitarios de todas las cadenas del grupo Atresmedia, de modo que el programa contó con una intensa campaña de promoción.
El 22 de septiembre, Antena 3 anunció que el programa se emitiría de 19:00 a 20:00 de lunes a viernes. En semanas posteriores hasta su estreno el 24 de octubre, Sonsoles Ónega fue invitada a diversos programas de Atresmedia (El hormiguero, Pasapalabra, Espejo público, Antena 3 Noticias, Tu tiempo con Roberto Brasero, Zapeando, La voz, La Roca, Por fin no es lunes y Más de uno), en los cuales dio detalles del nuevo programa, desde su estructura hasta los colaboradores: los periodistas Olga Viza, Pilar Velasco, Luz Sánchez-Mellado, Beatriz Miranda, Alejandra Prat, Daniel Carande, Josu Larrea y Bricio Segovia; la escritora y periodista Valeria Vegas, el periodista de sucesos Carlos Quílez, la modelo Mar Flores, las empresarias Cruz Sánchez de Lara y Carmen Lomana, el cómico Miguel Lago, el sacerdote Padre Damián, la escritora Ángela Vallvey, la profesora y periodista Marta García Aller, el filósofo David Pastor Vico, la influencer Tamara Gorro o la abogada Bárbara Royo. El 21 de octubre de 2022, Antena 3 dio a conocer la cabecera del programa, cuya canción está compuesta e interpretada por la cantante Conchita.

## Formato
Y ahora Sonsoles es un magacín dinámico en el cual tienen cabida las tertulias, el humor, las entrevistas, los testimonios, los reportajes, los sucesos, la crónica social –en una sección a la que se refieren como Flash– y toda la actualidad del día, contada por un nutrido grupo de colaboradores de diversos ámbitos: desde empresarios, especialistas en sucesos, filósofos y abogados hasta periodistas y expertos en crónica social. 
El programa cuenta con un plató con diversos espacios que sirve para dar cabida a las distintas secciones del programa, desde las entrevistas hasta las tertulias con colaboradores. El programa presentado por Sonsoles Ónega cuenta, además, con un equipo de reporteros a pie de calle. Ellos son los encargados de acercar al plató lo que sucede y narrar al público todo lo que vaya aconteciendo desde la cercanía.

## Emisión
El programa se estrenó el 24 de octubre de 2022, sustituyendo a ¡Boom! en la franja horaria de 19:00 a 20:00. 
En junio de 2023 se anunció el adelanto del formato media hora a partir del día 12 de ese mismo mes, es decir, comenzaría a las 18:30. Tan solo una semana más tarde, la cadena decidió volver a prolongar el programa una vez más, comenzando a las 18:00 y finalizando a las 20:00; aunque si bien, desde diciembre de 2022 hasta junio de 2023, el programa fue creciendo en duración progresivamente.
El sábado, 8 de julio de 2023, se emitió una edición especial entre las 17:45 y las 21:00, debido al enlace entre Tamara Falcó e Íñigo Onieva.
Desde el lunes, 26 de agosto de 2024, coincidiendo con la vuelta de Sonsoles de sus vacaciones veraniegas, el programa extendió su horario, pasando a comenzar a las 17:00, teniendo así una duración de tres horas.

## Equipo

### Presentadores
| Presentador/a  | Información                          | Antena 3 | Antena 3 | Antena 3 | Antena 3 | Programas |
| Presentador/a  | Información                          | 2022     | 2023     | 2024     | 2025     | Programas |
| -------------- | ------------------------------------ | -------- | -------- | -------- | -------- | --- |
| Sonsoles Ónega | Periodista, presentadora y escritora |          |          |          |          | Programa 1-93; 95-117; 119-192; 194-198; 223-271; 273-276; 278-287; 289-302; 307-340; 342-381; 383-386; 388-433; 435-444; 468-555; 560-628; 632-685; 687-699 |
| Bricio Segovia | Periodista                           |          |          |          |          | Programa 94; 118 |
| Rebeca Haro    | Periodista                           |          |          |          |          | Programa 193; 199-222; 272; 277; 288; 303-306; 341 |
| Pepa Romero    | Periodista                           |          |          |          |          | Programa 382; 387; 434; 445-467; 556-559; 629-631; 686; 700-                                                                                                 |

     Presentadora titular
     Presentador/a suplente

### Copresentadores
| Copresentador/a | Información           | Antena 3 | Antena 3 | Antena 3 | Antena 3 |
| Copresentador/a | Información           | 2022     | 2023     | 2024     | 2025     |
| --------------- | --------------------- | -------- | -------- | -------- | -------- |
| Carlos Quílez   | Periodista y escritor |          |          |          |          |
| Bricio Segovia  | Periodista            |          |          |          |          |
| Rebeca Haro     | Periodista            |          |          |          |          |

### Colaboradores
| Colaborador/a         | Información                         | Bloques                     | Antena 3 | Antena 3 | Antena 3 | Antena 3 |
| Colaborador/a         | Información                         | Bloques                     | 2022     | 2023     | 2024     | 2025     |
| --------------------- | ----------------------------------- | --------------------------- | -------- | -------- | -------- | -------- |
| Antonio Naranjo       | Periodista                          | Actualidad                  |          |          |          |          |
| Ángel Antonio Herrera | Periodista                          | Actualidad                  |          |          |          |          |
| Ángela Vallvey        | Escritora                           | Actualidad                  |          |          |          |          |
| Bárbara Royo          | Abogada                             | Actualidad                  |          |          |          |          |
| Beatriz Miranda       | Periodista                          | Crónica social              |          |          |          |          |
| Benjamín López        | Periodista                          | Actualidad                  |          |          |          |          |
| Carlos Pérez Gimeno   | Periodista                          | Crónica social              |          |          |          |          |
| Cruz Sánchez de Lara  | Empresaria                          | Actualidad                  |          |          |          |          |
| Daniel Carande        | Periodista                          | Crónica social              |          |          |          |          |
| Isabel González       | Periodista                          | Crónica social              |          |          |          |          |
| Lorena Vázquez        | Periodista                          | Crónica social              |          |          |          |          |
| Luz Sánchez-Mellado   | Periodista y escritora              | Actualidad                  |          |          |          |          |
| María Manjavacas      | Periodista                          | Actualidad                  |          |          |          |          |
| Marta Bolonio         | Periodista                          | Crónica social              |          |          |          |          |
| Miguel Lago           | Humorista                           | Actualidad                  |          |          |          |          |
| Nacho Gay             | Periodista                          | Crónica social              |          |          |          |          |
| Olga Viza             | Periodista                          | Actualidad                  |          |          |          |          |
| Padre Damián          | Sacerdote                           | Actualidad                  |          |          |          |          |
| Tamara Gorro          | Influencer                          | Crónica social              |          |          |          |          |
| Valeria Vegas         | Periodista y escritora              | Actualidad y crónica social |          |          |          |          |
| Carmen Lomana         | Empresaria y socialité              | Actualidad y crónica social |          |          |          |          |
| Beatriz Cortázar      | Periodista                          | Crónica social              |          |          |          |          |
| Beatriz Osa           | Periodista                          | Actualidad                  |          |          |          |          |
| Cruz Morcillo         | Periodista                          | Actualidad                  |          |          |          |          |
| Juan Cano             | Periodista                          | Actualidad                  |          |          |          |          |
| Juan Dávila           | Humorista                           | Actualidad                  |          |          |          |          |
| Luis García Temprano  | Periodista                          | Actualidad y crónica social |          |          |          |          |
| Txabi Franquesa       | Humorista                           | Actualidad                  |          |          |          |          |
| Paloma García-Pelayo  | Periodista                          | Crónica social              |          |          |          |          |
| Pilar Vidal           | Periodista                          | Crónica social              |          |          |          |          |
| Carlos G. Miranda     | Escritor                            | Actualidad                  |          |          |          |          |
| José Manuel Parada    | Presentador                         | Crónica social              |          |          |          |          |
| María José Suárez     | Modelo y presentadora de televisión | Crónica social              |          |          |          |          |
| María del Monte       | Cantante                            | Crónica social              |          |          |          |          |
| Ana Obregón           | Actriz y presentadora de televisión | Crónica social              |          |          |          |          |
| Teresa Hurtado        | Actriz y comediante                 | Actualidad                  |          |          |          |          |
| Fernanda Hurtado      | Actriz y comediante                 | Actualidad                  |          |          |          |          |
| Isabel Rábago         | Periodista                          | Crónica social              |          |          |          |          |
| Pipi Estrada          | Periodista deportivo                | Crónica social              |          |          |          |          |

#### En sección
| Colaborador/a                | Información                           | Sección                                      | Antena 3 | Antena 3 | Antena 3 | Antena 3 |
| Colaborador/a                | Información                           | Sección                                      | 2022     | 2023     | 2024     | 2025     |
| ---------------------------- | ------------------------------------- | -------------------------------------------- | -------- | -------- | -------- | -------- |
| Josu Larrea                  | Periodista                            | Si lo veo me lo creo                         |          |          |          |          |
| Tamara Gorro                 | Influencer                            | Dime a quién sigues y te diré quién eres     |          |          |          |          |
| Luis Alberto Zamora          | Nutricionista y comunicador           | Nutrición                                    |          |          |          |          |
| Boticaria García             | Farmacéutica y divulgadora científica | Nutrición                                    |          |          |          |          |
| Pepa Romero                  | Periodista                            | Pepa denuncia                                |          |          |          |          |
| Roberto Brasero              | Periodista                            | Metereología                                 |          |          |          |          |
| Valeria Vegas                | Periodista y escritora                | El baúl de Valeria                           |          |          |          |          |
| Eduardo Navarrete            | Diseñador y colaborador de televisión | Efecto Navarrete                             |          |          |          |          |
| Begoña Pérez «La Ordenatriz» | Experta en orden y limpieza           | Consejos y trucos para la limpieza del hogar |          |          |          |          |
| Luis Quevedo                 | Divulgador científico                 | Consejos según la ciencia                    |          |          |          |          |
| Rafa Maza «Fabiolo»          | Actor y cómico                        | Reportajes                                   |          |          |          |          |

### Anteriores colaboradores
A continuación figura la lista de los colaboradores que han participado en Y ahora Sonsoles:
| Colaborador/a     | Información            | Antena 3 | Antena 3 | Antena 3 | Antena 3 |
| Colaborador/a     | Información            | 2022     | 2023     | 2024     | 2025     |
| ----------------- | ---------------------- | -------- | -------- | -------- | -------- |
| David Amor        | Humorista              |          |          |          |          |
| Goyo Jiménez      | Humorista              |          |          |          |          |
| Jaime Rodríguez   | Periodista             |          |          |          |          |
| Josu Larrea       | Periodista             |          |          |          |          |
| María Peláe       | Cantante               |          |          |          |          |
| Alejandra Prat    | Periodista             |          |          |          |          |
| Ana Núñez-Milara  | Periodista             |          |          |          |          |
| Bricio Segovia    | Periodista             |          |          |          |          |
| David Pastor Vico | Filósofo               |          |          |          |          |
| Esther Doña       | Modelo                 |          |          |          |          |
| Fabiola Martínez  | Modelo                 |          |          |          |          |
| Gema Peñalosa     | Periodista             |          |          |          |          |
| Javier Cid        | Periodista             |          |          |          |          |
| Mar Flores        | Presentadora y Modelo  |          |          |          |          |
| Pablo Hermaz      | Periodista             |          |          |          |          |
| Pilar Velasco     | Periodista             |          |          |          |          |
| Inés Hernand      | Abogada y presentadora |          |          |          |          |
| Juan Sanguino     | Periodista y escritor  |          |          |          |          |
| Mar Gómez         | Divulgadora científica |          |          |          |          |
| Juan Avellaneda   | Diseñador de moda      |          |          |          |          |
| Maestro Joao      | Vidente                |          |          |          |          |
| Jesús Manuel Ruiz | Periodista             |          |          |          |          |

### Reporteros
| Reportero/a          | Antena 3 | Antena 3 | Antena 3 | Antena 3 |
| Reportero/a          | 2022     | 2023     | 2024     | 2025     |
| -------------------- | -------- | -------- | -------- | -------- |
| Alba Lucio           |          |          |          |          |
| Arancha Pérez Ponce  |          |          |          |          |
| Carlos García López  |          |          |          |          |
| Marina Vidal         |          |          |          |          |
| Marina Sandoval      |          |          |          |          |
| Luis García Temprano |          |          |          |          |
| Carmen Millán        |          |          |          |          |
| Diana Higueras       |          |          |          |          |
| Pepa Romero          |          |          |          |          |
| Gema Mirón           |          |          |          |          |
| Jorge Roldán         |          |          |          |          |
| Lourdes Pineda       |          |          |          |          |
| Pablo Muñiz          |          |          |          |          |
| Rubén García Resino  |          |          |          |          |

#### Anteriores reporteros
| Reportero/a          | Antena 3 | Antena 3 | Antena 3 |
| Reportero/a          | 2022     | 2023     | 2024     |
| -------------------- | -------- | -------- | -------- |
| José María Fernández |          |          |          |
| Manuel Soto          |          |          |          |
| María Lázaro         |          |          |          |
| Maribel Dueñas       |          |          |          |
| Pepa Rovira          |          |          |          |
| Raül Valls           |          |          |          |

## Invitados
El programa ha recibido numerosos invitados del mundo de la televisión, el deporte o la música, como Manel Fuentes, Eva González, Paulina Rubio, Santiago Segura, Malú, José Ortega Cano, Silvia Abril, Rosario Mohedano, David Bustamante, Roberto Leal, Cristina Pedroche, Chenoa, Fofito, Los Sírex, Lara Dibildos, Anne Igartiburu, Raquel Sánchez Silva, Juanra Bonet, Vicky Martín Berrocal, Maestro Joao, Carlos Latre, Mónica Cruz, Azúcar Moreno, Joaquín Torres, Rosa López, Norma Duval, Bárbara Rey, Merche, Leticia Sabater o Lolita.

## YAS verano
Durante la temporada estival, Y ahora Sonsoles es sustituido por YAS verano, de lunes a viernes de 17:00 a 20:10 horas.

### Presentadora
| Presentadora | Información | Antena 3 | Antena 3 | Antena 3 | Programas              |
| Presentadora | Información | 2023     | 2024     | 2025     | Programas              |
| ------------ | ----------- | -------- | -------- | -------- | ---------------------- |
| Rebeca Haro  | Periodista  |          |          |          | Programa 199-222       |
| Pepa Romero  | Periodista  |          |          |          | Programa 445-467; 700- |

     Presentador/a titular

### Colaboradores
| Colaborador/a         | Información               | Bloques                     | Antena 3 | Antena 3 | Antena 3 |
| Colaborador/a         | Información               | Bloques                     | 2023     | 2024     | 2025     |
| --------------------- | ------------------------- | --------------------------- | -------- | -------- | -------- |
| Antonio Naranjo       | Periodista                | Actualidad                  |          |          |          |
| Ángela Vallvey        | Escritora                 | Actualidad                  |          |          |          |
| Beatriz Miranda       | Periodista                | Crónica social              |          |          |          |
| Benjamín López        | Periodista                | Actualidad                  |          |          |          |
| Daniel Carande        | Periodista                | Crónica social              |          |          |          |
| Isabel González       | Periodista                | Crónica social              |          |          |          |
| Lorena Vázquez        | Periodista                | Crónica social              |          |          |          |
| Luis García Temprano  | Periodista                | Crónica social              |          |          |          |
| María Manjavacas      | Periodista                | Actualidad                  |          |          |          |
| Nacho Gay             | Periodista                | Crónica social              |          |          |          |
| Olga Viza             | Periodista                | Actualidad                  |          |          |          |
| Pilar Vidal           | Periodista                | Crónica social              |          |          |          |
| Tamara Gorro          | Influencer                | Crónica social              |          |          |          |
| Valeria Vegas         | Periodista y escritora    | Actualidad y crónica social |          |          |          |
| Ana Núñez-Milara      | Periodista                | Actualidad                  |          |          |          |
| Ángel Antonio Herrera | Periodista                | Actualidad                  |          |          |          |
| Beatriz Cortázar      | Periodista                | Crónica social              |          |          |          |
| Carlos G. Miranda     | Escritor                  | Actualidad                  |          |          |          |
| Carmen Pardo          | Periodista                | Crónica social              |          |          |          |
| Carlos Quílez         | Periodista                | Actualidad                  |          |          |          |
| Cruz Sánchez de Lara  | Empresaria                | Actualidad                  |          |          |          |
| José Manuel Parada    | Colaborador               | Crónica social              |          |          |          |
| Juan Cano             | Periodista                | Actualidad                  |          |          |          |
| Juan Dávila           | Humorista                 | Actualidad                  |          |          |          |
| Luz Sánchez-Mellado   | Periodista y escritora    | Actualidad                  |          |          |          |
| Maestro Joao          | Vidente                   | Crónica social              |          |          |          |
| Teresa Bueyes         | Abogada penalista         | Actualidad                  |          |          |          |
| Paloma García-Pelayo  | Periodista                | Crónica social              |          |          |          |
| Antonio Albert        | Periodista                | Actualidad y crónica social |          |          |          |
| Cristina Fernández    | Periodista y presentadora | Actualidad y crónica social |          |          |          |
| Julián Aguirre        | Paparazzi                 | Crónica social              |          |          |          |
| María del Monte       | Cantante                  | Crónica social              |          |          |          |

#### En sección
| Colaborador/a       | Información   | Sección   | Antena 3 | Antena 3 | Antena 3 |
| Colaborador/a       | Información   | Sección   | 2023     | 2024     | 2025     |
| ------------------- | ------------- | --------- | -------- | -------- | -------- |
| Luis Alberto Zamora | Nutricionista | Nutrición |          |          |          |

### Anteriores colaboradores
A continuación figura la lista de los colaboradores que han participado en YAS Verano:
| Colaborador/a       | Información            | Antena 3 | Antena 3 | Antena 3 |
| Colaborador/a       | Información            | 2023     | 2024     |          |
| ------------------- | ---------------------- | -------- | -------- | -------- |
| Bárbara Royo        | Abogada                |          |          |          |
| Bricio Segovia      | Periodista             |          |          |          |
| Carlos Pérez Gimeno | Periodista             |          |          |          |
| Daniel Carande      | Periodista             |          |          |          |
| David Pastor Vico   | Filósofo               |          |          |          |
| Fabiola Martínez    | Modelo                 |          |          |          |
| Gema Peñalosa       | Periodista             |          |          |          |
| Irma Soriano        | Presentadora           |          |          |          |
| Javier Cid          | Periodista             |          |          |          |
| Juan Sanguino       | Periodista y escritor  |          |          |          |
| Juan Ignacio Fuster | Abogado                |          |          |          |
| Mar Gómez           | Divulgadora científica |          |          |          |
| Miguel Galán        | Periodista             |          |          |          |
| Pilar Velasco       | Periodista             |          |          |          |
| Txabi Franquesa     | Cómico                 |          |          |          |

#### Anteriores secciones
| Colaborador/a     | Información                           | Sección            | Antena 3 | Antena 3 |
| Colaborador/a     | Información                           | Sección            | 2023     | 2024     |
| ----------------- | ------------------------------------- | ------------------ | -------- | -------- |
| Valeria Vegas     | Periodista y escritora                | El baúl de Valeria |          |          |
| Eduardo Navarrete | Diseñador y colaborador de televisión | Efecto Navarrete   |          |          |

## Especiales

### Boda de Tamara Falcó e Íñigo Onieva
Con motivo del enlace entre Tamara Falcó e Íñigo Onieva, el programa se emitió por primera vez en fin de semana, concretamente el 8 de julio de 2023, día del enlace. En este programa especial, el formato envío a reporteros a los puntos estratégicos de la ceremonia para narrar la última hora sobre lo que ocurría y contó con un nutrido grupo de colaboradores especializados en el tema.
Por otro lado, cabe destacar que en este programa se estrenaron las periodistas Beatriz Cortázar y Paloma García-Pelayo, procedentes de Telecinco. Además, el programa especial obtuvo un 11,6% y 951.000 espectadores.

## Audiencias
| Temporada  | Programas | Estreno                 | Final                   | Audiencia media | Audiencia media |
| Temporada  | Programas | Estreno                 | Final                   | Espectadores    | Cuota           |
| ---------- | --------- | ----------------------- | ----------------------- | --------------- | --------------- |
| 1          | 198       | 24 de octubre de 2022   | 28 de julio de 2023     | 1 104 000       | 12,8%           |
| YAS verano | 24        | 31 de julio de 2023     | 1 de septiembre de 2023 | 749 000         | 10,1%           |
| 2          | 222       | 4 de septiembre de 2023 | 19 de julio de 2024     | 951 000         | 11,9%           |
| YAS verano | 24        | 22 de julio de 2024     | 23 de agosto de 2024    | 713 000         | 10,1%           |
| 3          | 231       | 26 de agosto de 2024    | 23 de julio de 2025     | 813 000         | 10,6%           |
| YAS verano | 26        | 24 de julio de 2025     | 29 de agosto de 2025    | TBA             | TBA             |
| 4          | TBA       | 1 de septiembre de 2025 | TBA                     | TBA             | TBA             |
| Media      | TBD       | 24 de octubre de 2022   | TBA                     | TBA             | TBA             |

### Temporada 1 (2022-2023)
| N.º (serie) | N.º (temp.) | Fecha de emisión        | Audiencia    | Audiencia |
| N.º (serie) | N.º (temp.) | Fecha de emisión        | Espectadores | Cuota     |
| ----------- | ----------- | ----------------------- | ------------ | --------- |
| 1           | 1           | 24 de octubre de 2022   | 1 484 000    | 17,6%     |
| 2           | 2           | 25 de octubre de 2022   | 1 249 000    | 15,2%     |
| 3           | 3           | 26 de octubre de 2022   | 1 249 000    | 15,3%     |
| 4           | 4           | 27 de octubre de 2022   | 1 082 000    | 13,1%     |
| 5           | 5           | 28 de octubre de 2022   | 1 011 000    | 13,1%     |
| 6           | 6           | 31 de octubre de 2022   | 1 039 000    | 11,5%     |
| 7           | 7           | 1 de noviembre de 2022  | 1 258 000    | 11,5%     |
| 8           | 8           | 2 de noviembre de 2022  | 1 068 000    | 11,8%     |
| 9           | 9           | 3 de noviembre de 2022  | 1 340 000    | 14,5%     |
| 10          | 10          | 4 de noviembre de 2022  | 1 096 000    | 12,1%     |
| 11          | 11          | 7 de noviembre de 2022  | 1 235 000    | 13,4%     |
| 12          | 12          | 8 de noviembre de 2022  | 1 140 000    | 11,9%     |
| 13          | 13          | 9 de noviembre de 2022  | 1 120 000    | 11,9%     |
| 14          | 14          | 10 de noviembre de 2022 | 1 114 000    | 12,4%     |
| 15          | 15          | 11 de noviembre de 2022 | 1 162 000    | 12,7%     |
| 16          | 16          | 14 de noviembre de 2022 | 1 311 000    | 13,3%     |
| 17          | 17          | 15 de noviembre de 2022 | 1 137 000    | 12,1%     |
| 18          | 18          | 16 de noviembre de 2022 | 1 094 000    | 11,6%     |
| 19          | 19          | 17 de noviembre de 2022 | 1 185 000    | 12,2%     |
| 20          | 20          | 18 de noviembre de 2022 | 1 091 000    | 11,5%     |
| 21          | 21          | 21 de noviembre de 2022 | 1 188 000    | 11,5%     |
| 22          | 22          | 22 de noviembre de 2022 | 1 355 000    | 13,4%     |
| 23          | 23          | 23 de noviembre de 2022 | 1 233 000    | 10,7%     |
| 24          | 24          | 24 de noviembre de 2022 | 1 091 000    | 11,2%     |
| 25          | 25          | 25 de noviembre de 2022 | 1 018 000    | 11,2%     |
| 26          | 26          | 28 de noviembre de 2022 | 1 157 000    | 11,5%     |
| 27          | 27          | 29 de noviembre de 2022 | 1 345 000    | 13,8%     |
| 28          | 28          | 30 de noviembre de 2022 | 1 204 000    | 12,3%     |
| 29          | 29          | 1 de diciembre de 2022  | 1 090 000    | 10,1%     |
| 30          | 30          | 2 de diciembre de 2022  | 1 174 000    | 12,1%     |
| 31          | 31          | 5 de diciembre de 2022  | 1 193 000    | 11,5%     |
| 32          | 32          | 6 de diciembre de 2022  | 1 183 000    | 8,8%      |
| 33          | 33          | 7 de diciembre de 2022  | 1 229 000    | 13,1%     |
| 34          | 34          | 8 de diciembre de 2022  | 1 172 000    | 10,1%     |
| 35          | 35          | 9 de diciembre de 2022  | 1 134 000    | 11,3%     |
| 36          | 36          | 12 de diciembre de 2022 | 1 099 000    | 11,2%     |
| 37          | 37          | 13 de diciembre de 2022 | 1 155 000    | 11,3%     |
| 38          | 38          | 14 de diciembre de 2022 | 1 168 000    | 11,9%     |
| 39          | 39          | 15 de diciembre de 2022 | 1 201 000    | 12,7%     |
| 40          | 40          | 16 de diciembre de 2022 | 1 042 000    | 11,3%     |
| 41          | 41          | 19 de diciembre de 2022 | 1 186 000    | 12,4%     |
| 42          | 42          | 20 de diciembre de 2022 | 1 251 000    | 13,2%     |
| 43          | 43          | 21 de diciembre de 2022 | 1 218 000    | 13,4%     |
| 44          | 44          | 22 de diciembre de 2022 | 1 235 000    | 13,5%     |
| 45          | 45          | 23 de diciembre de 2022 | 1 132 000    | 13,2%     |
| 46          | 46          | 26 de diciembre de 2022 | 1 415 000    | 13,5%     |
| 47          | 47          | 27 de diciembre de 2022 | 1 311 000    | 13,7%     |
| 48          | 48          | 28 de diciembre de 2022 | 1 255 000    | 13,0%     |
| 49          | 49          | 29 de diciembre de 2022 | 1 301 000    | 13,2%     |
| 50          | 50          | 30 de diciembre de 2022 | 1 162 000    | 12,5%     |
| 51          | 51          | 2 de enero de 2023      | 1 272 000    | 12,4%     |
| 52          | 52          | 3 de enero de 2023      | 1 199 000    | 12,7%     |
| 53          | 53          | 4 de enero de 2023      | 1 241 000    | 13,5%     |
| 54          | 54          | 5 de enero de 2023      | 1 033 000    | 12,3%     |
| 55          | 55          | 9 de enero de 2023      | 1 208 000    | 12,6%     |
| 56          | 56          | 10 de enero de 2023     | 1 316 000    | 13,7%     |
| 57          | 57          | 11 de enero de 2023     | 1 367 000    | 14,3%     |
| 58          | 58          | 12 de enero de 2023     | 1 335 000    | 14,0%     |
| 59          | 59          | 13 de enero de 2023     | 1 272 000    | 13,6%     |
| 60          | 60          | 16 de enero de 2023     | 1 468 000    | 14,5%     |
| 61          | 61          | 17 de enero de 2023     | 1 410 000    | 13,4%     |
| 62          | 62          | 18 de enero de 2023     | 1 399 000    | 13,5%     |
| 63          | 63          | 19 de enero de 2023     | 1 466 000    | 13,6%     |
| 64          | 64          | 20 de enero de 2023     | 1 484 000    | 14,9%     |
| 65          | 65          | 23 de enero de 2023     | 1 452 000    | 13,8%     |
| 66          | 66          | 24 de enero de 2023     | 1 272 000    | 12,8%     |
| 67          | 67          | 25 de enero de 2023     | 1 284 000    | 12,4%     |
| 68          | 68          | 26 de enero de 2023     | 1 333 000    | 13,5%     |
| 69          | 69          | 27 de enero de 2023     | 1 412 000    | 14,4%     |
| 70          | 70          | 30 de enero de 2023     | 1 370 000    | 13,9%     |
| 71          | 71          | 31 de enero de 2023     | 1 287 000    | 13,4%     |
| 72          | 72          | 1 de febrero de 2023    | 1 497 000    | 15,0%     |
| 73          | 73          | 2 de febrero de 2023    | 1 353 000    | 13,9%     |
| 74          | 74          | 3 de febrero de 2023    | 1 353 000    | 14,6%     |
| 75          | 75          | 6 de febrero de 2023    | 1 434 000    | 14,1%     |
| 76          | 76          | 7 de febrero de 2023    | 1 449 000    | 13,9%     |
| 77          | 77          | 8 de febrero de 2023    | 1 287 000    | 13,2%     |
| 78          | 78          | 9 de febrero de 2023    | 1 331 000    | 13,8%     |
| 79          | 79          | 10 de febrero de 2023   | 1 325 000    | 14,2%     |
| 80          | 80          | 13 de febrero de 2023   | 1 304 000    | 13,4%     |
| 81          | 81          | 14 de febrero de 2023   | 1 342 000    | 14,0%     |
| 82          | 82          | 15 de febrero de 2023   | 1 337 000    | 14,2%     |
| 83          | 83          | 16 de febrero de 2023   | 1 195 000    | 12,6%     |
| 84          | 84          | 17 de febrero de 2023   | 1 312 000    | 14,3%     |
| 85          | 85          | 20 de febrero de 2023   | 1 398 000    | 14,5%     |
| 86          | 86          | 21 de febrero de 2023   | 1 284 000    | 13,5%     |
| 87          | 87          | 22 de febrero de 2023   | 1 287 000    | 14,2%     |
| 88          | 88          | 23 de febrero de 2023   | 1 328 000    | 13,3%     |
| 89          | 89          | 24 de febrero de 2023   | 1 377 000    | 14,7%     |
| 90          | 90          | 27 de febrero de 2023   | 1 375 000    | 14,1%     |
| 91          | 91          | 28 de febrero de 2023   | 1 296 000    | 13,4%     |
| 92          | 92          | 1 de marzo de 2023      | 1 352 000    | 14,0%     |
| 93          | 93          | 2 de marzo de 2023      | 1 305 000    | 13,7%     |
| 94          | 94          | 3 de marzo de 2023      | 1 175 000    | 13,1%     |
| 95          | 95          | 6 de marzo de 2023      | 1 336 000    | 13,8%     |
| 96          | 96          | 7 de marzo de 2023      | 1 281 000    | 13,9%     |
| 97          | 97          | 8 de marzo de 2023      | 1 240 000    | 13,7%     |
| 98          | 98          | 9 de marzo de 2023      | 1 321 000    | 14,1%     |
| 99          | 99          | 10 de marzo de 2023     | 1 144 000    | 13,7%     |
| 100         | 100         | 13 de marzo de 2023     | 1 307 000    | 14,6%     |
| 101         | 101         | 14 de marzo de 2023     | 1 180 000    | 13,7%     |
| 102         | 102         | 15 de marzo de 2023     | 1 182 000    | 14,6%     |
| 103         | 103         | 16 de marzo de 2023     | 1 229 000    | 14,2%     |
| 104         | 104         | 17 de marzo de 2023     | 1 219 000    | 14,0%     |
| 105         | 105         | 20 de marzo de 2023     | 1 114 000    | 12,8%     |
| 106         | 106         | 21 de marzo de 2023     | 1 108 000    | 13,2%     |
| 107         | 107         | 22 de marzo de 2023     | 1 048 000    | 12,5%     |
| 108         | 108         | 23 de marzo de 2023     | 1 044 000    | 12,3%     |
| 109         | 109         | 24 de marzo de 2023     | 1 091 000    | 13,6%     |
| 110         | 110         | 27 de marzo de 2023     | 962 000      | 12,6%     |
| 111         | 111         | 28 de marzo de 2023     | 1 041 000    | 13,9%     |
| 112         | 112         | 29 de marzo de 2023     | 1 137 000    | 14,8%     |
| 113         | 113         | 30 de marzo de 2023     | 1 108 000    | 14,5%     |
| 114         | 114         | 31 de marzo de 2023     | 992 000      | 12,9%     |
| 115         | 115         | 3 de abril de 2023      | 925 000      | 12,1%     |
| 116         | 116         | 4 de abril de 2023      | 982 000      | 12,8%     |
| 117         | 117         | 5 de abril de 2023      | 825 000      | 11,7%     |
| 118         | 118         | 6 de abril de 2023      | 773 000      | 9,8%      |
| 119         | 119         | 10 de abril de 2023     | 951 000      | 12,2%     |
| 120         | 120         | 11 de abril de 2023     | 954 000      | 12,9%     |
| 121         | 121         | 12 de abril de 2023     | 1 103 000    | 13,7%     |
| 122         | 122         | 13 de abril de 2023     | 1 095 000    | 13,4%     |
| 123         | 123         | 14 de abril de 2023     | 991 000      | 12,6%     |
| 124         | 124         | 17 de abril de 2023     | 1 017 000    | 13,6%     |
| 125         | 125         | 18 de abril de 2023     | 1 046 000    | 13,9%     |
| 126         | 126         | 19 de abril de 2023     | 1 030 000    | 14,3%     |
| 127         | 127         | 20 de abril de 2023     | 974 000      | 13,5%     |
| 128         | 128         | 21 de abril de 2023     | 921 000      | 12,4%     |
| 129         | 129         | 24 de abril de 2023     | 932 000      | 12,4%     |
| 130         | 130         | 25 de abril de 2023     | 960 000      | 12,4%     |
| 131         | 131         | 26 de abril de 2023     | 915 000      | 12,8%     |
| 132         | 132         | 27 de abril de 2023     | 991 000      | 13,5%     |
| 133         | 133         | 28 de abril de 2023     | 843 000      | 12,2%     |
| 134         | 134         | 2 de mayo de 2023       | 873 000      | 11,6%     |
| 135         | 135         | 3 de mayo de 2023       | 929 000      | 13,2%     |
| 136         | 136         | 4 de mayo de 2023       | 918 000      | 12,9%     |
| 137         | 137         | 5 de mayo de 2023       | 930 000      | 13,3%     |
| 138         | 138         | 8 de mayo de 2023       | 926 000      | 12,6%     |
| 139         | 139         | 9 de mayo de 2023       | 943 000      | 12,4%     |
| 140         | 140         | 10 de mayo de 2023      | 938 000      | 12,9%     |
| 141         | 141         | 11 de mayo de 2023      | 1 015 000    | 13,5%     |
| 142         | 142         | 12 de mayo de 2023      | 1 017 000    | 12,8%     |
| 143         | 143         | 15 de mayo de 2023      | 954 000      | 11,8%     |
| 144         | 144         | 16 de mayo de 2023      | 928 000      | 12,3%     |
| 145         | 145         | 17 de mayo de 2023      | 992 000      | 13,1%     |
| 146         | 146         | 18 de mayo de 2023      | 945 000      | 11,9%     |
| 147         | 147         | 19 de mayo de 2023      | 967 000      | 12,2%     |
| 148         | 148         | 22 de mayo de 2023      | 976 000      | 11,5%     |
| 149         | 149         | 23 de mayo de 2023      | 1 063 000    | 12,5%     |
| 150         | 150         | 24 de mayo de 2023      | 987 000      | 12,4%     |
| 151         | 151         | 25 de mayo de 2023      | 1 052 000    | 12,9%     |
| 152         | 152         | 26 de mayo de 2023      | 988 000      | 12,5%     |
| 153         | 153         | 29 de mayo de 2023      | 1 032 000    | 12,4%     |
| 154         | 154         | 30 de mayo de 2023      | 1 086 000    | 12,9%     |
| 155         | 155         | 31 de mayo de 2023      | 933 000      | 12,1%     |
| 156         | 156         | 1 de junio de 2023      | 958 000      | 12,5%     |
| 157         | 157         | 2 de junio de 2023      | 959 000      | 12,6%     |
| 158         | 158         | 5 de junio de 2023      | 913 000      | 11,7%     |
| 159         | 159         | 6 de junio de 2023      | 1 022 000    | 13,3%     |
| 160         | 160         | 7 de junio de 2023      | 939 000      | 11,7%     |
| 161         | 161         | 8 de junio de 2023      | 1 020 000    | 12,5%     |
| 162         | 162         | 9 de junio de 2023      | 883 000      | 11,7%     |
| 163         | 163         | 12 de junio de 2023     | 959 000      | 12,5%     |
| 164         | 164         | 13 de junio de 2023     | 1 028 000    | 12,7%     |
| 165         | 165         | 14 de junio de 2023     | 919 000      | 12,8%     |
| 166         | 166         | 15 de junio de 2023     | 828 000      | 11,2%     |
| 167         | 167         | 16 de junio de 2023     | 910.000      | 12,5%     |
| 168         | 168         | 19 de junio de 2023     | 877 000      | 11,6%     |
| 169         | 169         | 20 de junio de 2023     | 855 000      | 11,4%     |
| 170         | 170         | 21 de junio de 2023     | 835 000      | 11,0%     |
| 171         | 171         | 22 de junio de 2023     | 866 000      | 12,0%     |
| 172         | 172         | 23 de junio de 2023     | 753 000      | 10,0%     |
| 173         | 173         | 26 de junio de 2023     | 937 000      | 12,3%     |
| 174         | 174         | 27 de junio de 2023     | 932 000      | 12,1%     |
| 175         | 175         | 28 de junio de 2023     | 904 000      | 12,3%     |
| 176         | 176         | 29 de junio de 2023     | 1 011 000    | 13,2%     |
| 177         | 177         | 30 de junio de 2023     | 884 000      | 12,2%     |
| 178         | 178         | 3 de julio de 2023      | 932 000      | 12,4%     |
| 179         | 179         | 4 de julio de 2023      | 891 000      | 12,4%     |
| 180         | 180         | 5 de julio de 2023      | 896 000      | 12,2%     |
| 181         | 181         | 6 de julio de 2023      | 820 000      | 11,3%     |
| 182         | 182         | 7 de julio de 2023      | 991 000      | 13,2%     |
| 183         | 183         | 8 de julio de 2023      | 951 000      | 11,6%     |
| 184         | 184         | 10 de julio de 2023     | 873 000      | 11,3%     |
| 185         | 185         | 11 de julio de 2023     | 895 000      | 11,5%     |
| 186         | 186         | 12 de julio de 2023     | 934 000      | 11,9%     |
| 187         | 187         | 13 de julio de 2023     | 828 000      | 10,9%     |
| 188         | 188         | 14 de julio de 2023     | 744 000      | 9,6%      |
| 189         | 189         | 17 de julio de 2023     | 822 000      | 10,6%     |
| 190         | 190         | 18 de julio de 2023     | 907 000      | 11,6%     |
| 191         | 191         | 19 de julio de 2023     | 875 000      | 11,7%     |
| 192         | 192         | 20 de julio de 2023     | 870 000      | 11,4%     |
| 193         | 193         | 21 de julio de 2023     | 905 000      | 12,1%     |
| 194         | 194         | 24 de julio de 2023     | 951 000      | 12,2%     |
| 195         | 195         | 25 de julio de 2023     | 885 000      | 11,5%     |
| 196         | 196         | 26 de julio de 2023     | 862 000      | 12,0%     |
| 197         | 197         | 27 de julio de 2023     | 968 000      | 12,8%     |
| 198         | 198         | 28 de julio de 2023     | 806 000      | 11,5%     |

### YAS verano (2023)
| N.º (serie) | N.º (temp.) | Fecha de emisión        | Audiencia    | Audiencia |
| N.º (serie) | N.º (temp.) | Fecha de emisión        | Espectadores | Cuota     |
| ----------- | ----------- | ----------------------- | ------------ | --------- |
| 199         | 1           | 31 de julio de 2023     | 954 000      | 12,5%     |
| 200         | 2           | 1 de agosto de 2023     | 778 000      | 10,4%     |
| 201         | 3           | 2 de agosto de 2023     | 762 000      | 10,1%     |
| 202         | 4           | 3 de agosto de 2023     | 732 000      | 10,0%     |
| 203         | 5           | 4 de agosto de 2023     | 767 000      | 10,7%     |
| 204         | 6           | 7 de agosto de 2023     | 748 000      | 10,4%     |
| 205         | 7           | 8 de agosto de 2023     | 748 000      | 10,4%     |
| 206         | 8           | 9 de agosto de 2023     | 780 000      | 10,5%     |
| 207         | 9           | 10 de agosto de 2023    | 810 000      | 10,7%     |
| 208         | 10          | 11 de agosto de 2023    | 816 000      | 10,6%     |
| 209         | 11          | 14 de agosto de 2023    | 811 000      | 11,7%     |
| 210         | 12          | 16 de agosto de 2023    | 653 000      | 9,2%      |
| 211         | 13          | 17 de agosto de 2023    | 675 000      | 9,2%      |
| 212         | 14          | 18 de agosto de 2023    | 669 000      | 9,2%      |
| 213         | 15          | 21 de agosto de 2023    | 681 000      | 9,2%      |
| 214         | 16          | 22 de agosto de 2023    | 714 000      | 9,3%      |
| 215         | 17          | 23 de agosto de 2023    | 675 000      | 9,1%      |
| 216         | 18          | 24 de agosto de 2023    | 700 000      | 9,1%      |
| 217         | 19          | 25 de agosto de 2023    | 735 000      | 9,4%      |
| 218         | 20          | 28 de agosto de 2023    | 746 000      | 9,7%      |
| 219         | 21          | 29 de agosto de 2023    | 813 000      | 10,9%     |
| 220         | 22          | 30 de agosto de 2023    | 824 000      | 10,6%     |
| 221         | 23          | 31 de agosto de 2023    | 675 000      | 9,1%      |
| 222         | 24          | 1 de septiembre de 2023 | 722 000      | 9,9%      |

### Temporada 2 (2023-2024)
| N.º (serie) | N.º (temp.) | Fecha de emisión         | Audiencia    | Audiencia |
| N.º (serie) | N.º (temp.) | Fecha de emisión         | Espectadores | Cuota     |
| ----------- | ----------- | ------------------------ | ------------ | --------- |
| 223         | 1           | 4 de septiembre de 2023  | 924 000      | 12,2%     |
| 224         | 2           | 5 de septiembre de 2023  | 856 000      | 12,0%     |
| 225         | 3           | 6 de septiembre de 2023  | 804 000      | 10,9%     |
| 226         | 4           | 7 de septiembre de 2023  | 864 000      | 11,9%     |
| 227         | 5           | 8 de septiembre de 2023  | 803 000      | 10,0%     |
| 228         | 6           | 11 de septiembre de 2023 | 986 000      | 12,7%     |
| 229         | 7           | 12 de septiembre de 2023 | 960 000      | 12,6%     |
| 230         | 8           | 13 de septiembre de 2023 | 851 000      | 11,7%     |
| 231         | 9           | 14 de septiembre de 2023 | 833 000      | 11,3%     |
| 232         | 10          | 15 de septiembre de 2023 | 887 000      | 11,3%     |
| 233         | 11          | 18 de septiembre de 2023 | 828 000      | 11,1%     |
| 234         | 12          | 19 de septiembre de 2023 | 886 000      | 12,0%     |
| 235         | 13          | 20 de septiembre de 2023 | 894 000      | 11,9%     |
| 236         | 14          | 21 de septiembre de 2023 | 970 000      | 12,6%     |
| 237         | 15          | 22 de septiembre de 2023 | 981 000      | 12,5%     |
| 238         | 16          | 25 de septiembre de 2023 | 847 000      | 11,9%     |
| 239         | 17          | 26 de septiembre de 2023 | 868 000      | 11,9%     |
| 240         | 18          | 27 de septiembre de 2023 | 796 000      | 10,8%     |
| 241         | 19          | 28 de septiembre de 2023 | 875 000      | 12,5%     |
| 242         | 20          | 29 de septiembre de 2023 | 876 000      | 12,4%     |
| 243         | 21          | 2 de octubre de 2023     | 877 000      | 12,2%     |
| 244         | 22          | 3 de octubre de 2023     | 855 000      | 11,8%     |
| 245         | 23          | 4 de octubre de 2023     | 881 000      | 12,8%     |
| 246         | 24          | 5 de octubre de 2023     | 789 000      | 11,7%     |
| 247         | 25          | 6 de octubre de 2023     | 773 000      | 11,2%     |
| 248         | 26          | 9 de octubre de 2023     | 895 000      | 12,4%     |
| 249         | 27          | 10 de octubre de 2023    | 812 000      | 11,2%     |
| 250         | 28          | 11 de octubre de 2023    | 899 000      | 13,0%     |
| 251         | 29          | 13 de octubre de 2023    | 823 000      | 11,0%     |
| 252         | 30          | 16 de octubre de 2023    | 1 042 000    | 13,2%     |
| 253         | 31          | 17 de octubre de 2023    | 1 011 000    | 12,5%     |
| 254         | 32          | 18 de octubre de 2023    | 974 000      | 12,7%     |
| 255         | 33          | 19 de octubre de 2023    | 984 000      | 11,5%     |
| 256         | 34          | 20 de octubre de 2023    | 857 000      | 10,6%     |
| 257         | 35          | 23 de octubre de 2023    | 1 003 000    | 12,3%     |
| 258         | 36          | 24 de octubre de 2023    | 1 061 000    | 13,2%     |
| 259         | 37          | 25 de octubre de 2023    | 975 000      | 12,3%     |
| 260         | 38          | 26 de octubre de 2023    | 985 000      | 11,8%     |
| 261         | 39          | 27 de octubre de 2023    | 991 000      | 12,4%     |
| 262         | 40          | 30 de octubre de 2023    | 956 000      | 11,3%     |
| 263         | 41          | 31 de octubre de 2023    | 1 153 000    | 14,1%     |
| 264         | 42          | 2 de noviembre de 2023   | 1 107 000    | 12,4%     |
| 265         | 43          | 3 de noviembre de 2023   | 1 034 000    | 11,7%     |
| 266         | 44          | 6 de noviembre de 2023   | 1 064 000    | 12,6%     |
| 267         | 45          | 7 de noviembre de 2023   | 1 092 000    | 12,3%     |
| 268         | 46          | 8 de noviembre de 2023   | 989 000      | 11,4%     |
| 269         | 47          | 9 de noviembre de 2023   | 1 024 000    | 11,7%     |
| 270         | 48          | 10 de noviembre de 2023  | 1 078 000    | 12,8%     |
| 271         | 49          | 13 de noviembre de 2023  | 1 040 000    | 12,2%     |
| 272         | 50          | 14 de noviembre de 2023  | 1 056 000    | 12,2%     |
| 273         | 51          | 15 de noviembre de 2023  | 1 105 000    | 12,1%     |
| 274         | 52          | 16 de noviembre de 2023  | 1 060 000    | 11,7%     |
| 275         | 53          | 17 de noviembre de 2023  | 1 053 000    | 12,2%     |
| 276         | 54          | 20 de noviembre de 2023  | 1 022 000    | 11,5%     |
| 277         | 55          | 21 de noviembre de 2023  | 1 030 000    | 11,5%     |
| 278         | 56          | 22 de noviembre de 2023  | 1 076 000    | 11,9%     |
| 279         | 57          | 23 de noviembre de 2023  | 1 020 000    | 11,2%     |
| 280         | 58          | 24 de noviembre de 2023  | 970 000      | 11,1%     |
| 281         | 59          | 27 de noviembre de 2023  | 1 028 000    | 11,6%     |
| 282         | 60          | 28 de noviembre de 2023  | 1 059 000    | 12,0%     |
| 283         | 61          | 29 de noviembre de 2023  | 1 039 000    | 11,7%     |
| 284         | 62          | 30 de noviembre de 2023  | 1 137 000    | 12,2%     |
| 285         | 63          | 1 de diciembre de 2023   | 1 086 000    | 12,3%     |
| 286         | 64          | 4 de diciembre de 2023   | 1 145 000    | 12,6%     |
| 287         | 65          | 5 de diciembre de 2023   | 1 181 000    | 13,0%     |
| 288         | 66          | 7 de diciembre de 2023   | 1 002 000    | 11,3%     |
| 289         | 67          | 11 de diciembre de 2023  | 1 033 000    | 12,1%     |
| 290         | 68          | 12 de diciembre de 2023  | 1 109 000    | 12,7%     |
| 291         | 69          | 13 de diciembre de 2023  | 1 070 000    | 12,3%     |
| 292         | 70          | 14 de diciembre de 2023  | 1 141 000    | 13,2%     |
| 293         | 71          | 15 de diciembre de 2023  | 1 098 000    | 12,9%     |
| 294         | 72          | 18 de diciembre de 2023  | 934 000      | 10,9%     |
| 295         | 73          | 19 de diciembre de 2023  | 979 000      | 11,4%     |
| 296         | 74          | 20 de diciembre de 2023  | 966 000      | 11,1%     |
| 297         | 75          | 21 de diciembre de 2023  | 994 000      | 11,6%     |
| 298         | 76          | 22 de diciembre de 2023  | 947 000      | 11,2%     |
| 299         | 77          | 26 de diciembre de 2023  | 1 050 000    | 11,3%     |
| 300         | 78          | 27 de diciembre de 2023  | 1 088 000    | 11,4%     |
| 301         | 79          | 28 de diciembre de 2023  | 1 108 000    | 12,0%     |
| 302         | 80          | 29 de diciembre de 2023  | 1 095 000    | 12,5%     |
| 303         | 81          | 2 de enero de 2024       | 1 028 000    | 10,9%     |
| 304         | 82          | 3 de enero de 2024       | 1 031 000    | 11,1%     |
| 305         | 83          | 4 de enero de 2024       | 1 016 000    | 11,3%     |
| 306         | 84          | 5 de enero de 2024       | 859 000      | 9,8%      |
| 307         | 85          | 8 de enero de 2024       | 1 131 000    | 12,2%     |
| 308         | 86          | 9 de enero de 2024       | 1 198 000    | 12,5%     |
| 309         | 87          | 10 de enero de 2024      | 1 130 000    | 12,1%     |
| 310         | 88          | 11 de enero de 2024      | 1 020 000    | 11,3%     |
| 311         | 89          | 12 de enero de 2024      | 1 004 000    | 11,4%     |
| 312         | 90          | 15 de enero de 2024      | 1 121 000    | 12,4%     |
| 313         | 91          | 16 de enero de 2024      | 1 142 000    | 12,7%     |
| 314         | 92          | 17 de enero de 2024      | 1 224 000    | 13,1%     |
| 315         | 93          | 18 de enero de 2024      | 1 079 000    | 11,9%     |
| 316         | 94          | 19 de enero de 2024      | 1 202 000    | 12,7%     |
| 317         | 95          | 22 de enero de 2024      | 1 145 000    | 12,8%     |
| 318         | 96          | 23 de enero de 2024      | 1 025 000    | 12,0%     |
| 319         | 97          | 24 de enero de 2024      | 1 031 000    | 12,5%     |
| 320         | 98          | 25 de enero de 2024      | 1 131 000    | 13,5%     |
| 321         | 99          | 26 de enero de 2024      | 1 075 000    | 13,0%     |
| 322         | 100         | 29 de enero de 2024      | 1 089 000    | 12,5%     |
| 323         | 101         | 30 de enero de 2024      | 1 052 000    | 12,4%     |
| 324         | 102         | 31 de enero de 2024      | 1 036 000    | 12,4%     |
| 325         | 103         | 1 de febrero de 2024     | 1 004 000    | 12,3%     |
| 326         | 104         | 2 de febrero de 2024     | 983 000      | 12,3%     |
| 327         | 105         | 5 de febrero de 2024     | 1 117 000    | 13,3%     |
| 328         | 106         | 6 de febrero de 2024     | 1 133 000    | 13,1%     |
| 329         | 107         | 7 de febrero de 2024     | 1 041 000    | 11,8%     |
| 330         | 108         | 8 de febrero de 2024     | 1 108 000    | 12,4%     |
| 331         | 109         | 9 de febrero de 2024     | 1 147 000    | 12,0%     |
| 332         | 110         | 12 de febrero de 2024    | 1 158 000    | 13,3%     |
| 333         | 111         | 13 de febrero de 2024    | 996 000      | 11,9%     |
| 334         | 112         | 14 de febrero de 2024    | 906 000      | 11,6%     |
| 335         | 113         | 15 de febrero de 2024    | 1 042 000    | 11,9%     |
| 336         | 114         | 16 de febrero de 2024    | 938 000      | 11,3%     |
| 337         | 115         | 19 de febrero de 2024    | 994 000      | 12,3%     |
| 338         | 116         | 20 de febrero de 2024    | 957 000      | 12,4%     |
| 339         | 117         | 21 de febrero de 2024    | 969 000      | 11,8%     |
| 340         | 118         | 22 de febrero de 2024    | 1 231 000    | 13,9%     |
| 341         | 119         | 23 de febrero de 2024    | 1 115 000    | 12,1%     |
| 342         | 120         | 26 de febrero de 2024    | 1 050 000    | 11,6%     |
| 343         | 121         | 27 de febrero de 2024    | 1 036 000    | 12,3%     |
| 344         | 122         | 28 de febrero de 2024    | 1 063 000    | 12,5%     |
| 345         | 123         | 29 de febrero de 2024    | 987 000      | 12,1%     |
| 346         | 124         | 1 de marzo de 2024       | 1 052 000    | 12,5%     |
| 347         | 125         | 4 de marzo de 2024       | 1 054 000    | 12,4%     |
| 348         | 126         | 5 de marzo de 2024       | 1 002 000    | 12,9%     |
| 349         | 127         | 6 de marzo de 2024       | 936 000      | 11,9%     |
| 350         | 128         | 7 de marzo de 2024       | 1 024 000    | 11,9%     |
| 351         | 129         | 8 de marzo de 2024       | 1 062 000    | 12,0%     |
| 352         | 130         | 11 de marzo de 2024      | 931 000      | 11,4%     |
| 353         | 131         | 12 de marzo de 2024      | 898 000      | 11,7%     |
| 354         | 132         | 13 de marzo de 2024      | 958 000      | 11,9%     |
| 355         | 133         | 14 de marzo de 2024      | 1 008 000    | 12,6%     |
| 356         | 134         | 15 de marzo de 2024      | 983 000      | 12,9%     |
| 357         | 135         | 18 de marzo de 2024      | 924 000      | 12,2%     |
| 358         | 136         | 19 de marzo de 2024      | 904 000      | 12,1%     |
| 359         | 137         | 20 de marzo de 2024      | 1 022 000    | 12,4%     |
| 360         | 138         | 21 de marzo de 2024      | 972 000      | 12,7%     |
| 361         | 139         | 22 de marzo de 2024      | 1 002 000    | 13,1%     |
| 362         | 140         | 25 de marzo de 2024      | 1 071 000    | 12,1%     |
| 363         | 141         | 26 de marzo de 2024      | 942 000      | 10,9%     |
| 364         | 142         | 27 de marzo de 2024      | 1 024 000    | 12,1%     |
| 365         | 143         | 28 de marzo de 2024      | 793 000      | 8,6%      |
| 366         | 144         | 1 de abril de 2024       | 943 000      | 11,0%     |
| 367         | 145         | 2 de abril de 2024       | 1 055 000    | 13,5%     |
| 368         | 146         | 3 de abril de 2024       | 924 000      | 13,0%     |
| 369         | 147         | 4 de abril de 2024       | 886 000      | 12,8%     |
| 370         | 148         | 5 de abril de 2024       | 880 000      | 12,4%     |
| 371         | 149         | 8 de abril de 2024       | 1 007 000    | 12,6%     |
| 372         | 150         | 9 de abril de 2024       | 872 000      | 11,9%     |
| 373         | 151         | 10 de abril de 2024      | 826 000      | 11,8%     |
| 374         | 152         | 11 de abril de 2024      | 768 000      | 10,7%     |
| 375         | 153         | 12 de abril de 2024      | 902 000      | 12,9%     |
| 376         | 154         | 15 de abril de 2024      | 946 000      | 13,0%     |
| 377         | 155         | 16 de abril de 2024      | 962 000      | 13,6%     |
| 378         | 156         | 17 de abril de 2024      | 858 000      | 12,1%     |
| 379         | 157         | 18 de abril de 2024      | 841 000      | 11,7%     |
| 380         | 158         | 19 de abril de 2024      | 845 000      | 12,0%     |
| 381         | 159         | 22 de abril de 2024      | 900 000      | 11,5%     |
| 382         | 160         | 23 de abril de 2024      | 819 000      | 11,3%     |
| 383         | 161         | 24 de abril de 2024      | 938 000      | 12,8%     |
| 384         | 162         | 25 de abril de 2024      | 926 000      | 12,2%     |
| 385         | 163         | 26 de abril de 2024      | 931 000      | 12,1%     |
| 386         | 164         | 29 de abril de 2024      | 929 000      | 11,1%     |
| 387         | 165         | 30 de abril de 2024      | 844 000      | 11,0%     |
| 388         | 166         | 2 de mayo de 2024        | 806 000      | 10,7%     |
| 389         | 167         | 3 de mayo de 2024        | 796 000      | 11,0%     |
| 390         | 168         | 6 de mayo de 2024        | 924 000      | 12,2%     |
| 391         | 169         | 7 de mayo de 2024        | 993 000      | 13,8%     |
| 392         | 170         | 8 de mayo de 2024        | 898 000      | 12,7%     |
| 393         | 171         | 9 de mayo de 2024        | 869 000      | 12,9%     |
| 394         | 172         | 10 de mayo de 2024       | 734 000      | 10,6%     |
| 395         | 173         | 13 de mayo de 2024       | 921 000      | 12,2%     |
| 396         | 174         | 14 de mayo de 2024       | 886 000      | 12,2%     |
| 397         | 175         | 15 de mayo de 2024       | 966 000      | 12,9%     |
| 398         | 176         | 16 de mayo de 2024       | 810 000      | 11,3%     |
| 399         | 177         | 17 de mayo de 2024       | 796 000      | 10,9%     |
| 400         | 178         | 20 de mayo de 2024       | 867 000      | 11,8%     |
| 401         | 179         | 21 de mayo de 2024       | 860 000      | 11,6%     |
| 402         | 180         | 22 de mayo de 2024       | 828 000      | 11,9%     |
| 403         | 181         | 23 de mayo de 2024       | 805 000      | 11,6%     |
| 404         | 182         | 24 de mayo de 2024       | 799 000      | 11,7%     |
| 405         | 183         | 27 de mayo de 2024       | 875 000      | 12,5%     |
| 406         | 184         | 28 de mayo de 2024       | 823 000      | 12,1%     |
| 407         | 185         | 29 de mayo de 2024       | 777 000      | 11,7%     |
| 408         | 186         | 30 de mayo de 2024       | 769 000      | 10,7%     |
| 409         | 187         | 31 de mayo de 2024       | 841 000      | 11,7%     |
| 410         | 188         | 3 de junio de 2024       | 801 000      | 11,4%     |
| 411         | 189         | 4 de junio de 2024       | 848 000      | 12,1%     |
| 412         | 190         | 5 de junio de 2024       | 766 000      | 11,0%     |
| 413         | 191         | 6 de junio de 2024       | 801 000      | 11,7%     |
| 414         | 192         | 7 de junio de 2024       | 816 000      | 11,3%     |
| 415         | 193         | 10 de junio de 2024      | 837 000      | 11,4%     |
| 416         | 194         | 11 de junio de 2024      | 875 000      | 11,6%     |
| 417         | 195         | 12 de junio de 2024      | 824 000      | 11,1%     |
| 418         | 196         | 13 de junio de 2024      | 740 000      | 10,8%     |
| 419         | 197         | 14 de junio de 2024      | 931 000      | 13,0%     |
| 420         | 198         | 17 de junio de 2024      | 848 000      | 10,9%     |
| 421         | 199         | 18 de junio de 2024      | 859 000      | 11,0%     |
| 422         | 200         | 19 de junio de 2024      | 948 000      | 11,7%     |
| 423         | 201         | 20 de junio de 2024      | 932 000      | 11,7%     |
| 424         | 202         | 21 de junio de 2024      | 824 000      | 11,3%     |
| 425         | 203         | 24 de junio de 2024      | 924 000      | 12,6%     |
| 426         | 204         | 25 de junio de 2024      | 876 000      | 11,5%     |
| 427         | 205         | 26 de junio de 2024      | 813 000      | 10,9%     |
| 428         | 206         | 27 de junio de 2024      | 832 000      | 12,2%     |
| 429         | 207         | 28 de junio de 2024      | 804 000      | 11,4%     |
| 430         | 208         | 1 de julio de 2024       | 840 000      | 10,4%     |
| 431         | 209         | 2 de julio de 2024       | 818 000      | 11,2%     |
| 432         | 210         | 3 de julio de 2024       | 819 000      | 12,1%     |
| 433         | 211         | 4 de julio de 2024       | 800 000      | 11,6%     |
| 434         | 212         | 5 de julio de 2024       | 533 000      | 4,4%      |
| 435         | 213         | 8 de julio de 2024       | 845 000      | 12,3%`    |
| 436         | 214         | 9 de julio de 2024       | 901 000      | 12,3%     |
| 437         | 215         | 10 de julio de 2024      | 791 000      | 11,5%     |
| 438         | 216         | 11 de julio de 2024      | 830 000      | 11,9%     |
| 439         | 217         | 12 de julio de 2024      | 798 000      | 11,3%     |
| 440         | 218         | 15 de julio de 2024      | 928 000      | 12,6%     |
| 441         | 219         | 16 de julio de 2024      | 867 000      | 12,5%     |
| 442         | 220         | 17 de julio de 2024      | 898 000      | 13,6%     |
| 443         | 221         | 18 de julio de 2024      | 797 000      | 12,0%     |
| 444         | 222         | 19 de julio de 2024      | 753 000      | 11,1%     |

### YAS verano (2024)
| N.º (serie) | N.º (temp.) | Fecha de emisión     | Audiencia    | Audiencia |
| N.º (serie) | N.º (temp.) | Fecha de emisión     | Espectadores | Cuota     |
| ----------- | ----------- | -------------------- | ------------ | --------- |
| 445         | 1           | 22 de julio de 2024  | 843 000      | 12,3%     |
| 446         | 2           | 23 de julio de 2024  | 767 000      | 11,5%     |
| 447         | 3           | 24 de julio de 2024  | 704 000      | 10,4%     |
| 448         | 4           | 25 de julio de 2024  | 771 000      | 10,9%     |
| 449         | 5           | 26 de julio de 2024  | 663 000      | 9,1%      |
| 450         | 6           | 29 de julio de 2024  | 721 000      | 9,7%      |
| 451         | 7           | 30 de julio de 2024  | 685 000      | 8,3%      |
| 452         | 8           | 31 de julio de 2024  | 751 000      | 9,3%      |
| 453         | 9           | 1 de agosto de 2024  | 864 000      | 11,3%     |
| 454         | 10          | 2 de agosto de 2024  | 636 000      | 8,2%      |
| 455         | 11          | 5 de agosto de 2024  | 673 000      | 8,3%      |
| 456         | 12          | 6 de agosto de 2024  | 755 000      | 10,1%     |
| 457         | 13          | 7 de agosto de 2024  | 653 000      | 8,8%      |
| 458         | 14          | 8 de agosto de 2024  | 721 000      | 10,0%     |
| 459         | 15          | 9 de agosto de 2024  | 593 000      | 7,4%      |
| 460         | 16          | 12 de agosto de 2024 | 708 000      | 10,2%     |
| 461         | 17          | 13 de agosto de 2024 | 635 000      | 9,6%      |
| 462         | 18          | 14 de agosto de 2024 | 748 000      | 11,2%     |
| 463         | 19          | 16 de agosto de 2024 | 656 000      | 10,1%     |
| 464         | 20          | 19 de agosto de 2024 | 662 000      | 10,4%     |
| 465         | 21          | 20 de agosto de 2024 | 713 000      | 10,9%     |
| 466         | 22          | 21 de agosto de 2024 | 740 000      | 11,5%     |
| 467         | 23          | 22 de agosto de 2024 | 685 000      | 10,6%     |
| 468         | 24          | 23 de agosto de 2024 | 764 000      | 11,8%     |

### Temporada 3 (2024-2025)
| N.º (serie) | N.º (temp.) | Fecha de emisión         | Invitado(s)                               | Audiencia    | Audiencia |
| N.º (serie) | N.º (temp.) | Fecha de emisión         | Invitado(s)                               | Espectadores | Cuota     |
| ----------- | ----------- | ------------------------ | ----------------------------------------- | ------------ | --------- |
| 469         | 1           | 26 de agosto de 2024     |                                           | 801 000      | 11,5%     |
| 470         | 2           | 27 de agosto de 2024     |                                           | 810 000      | 11,5%     |
| 471         | 3           | 28 de agosto de 2024     |                                           | 900 000      | 12,3%     |
| 472         | 4           | 29 de agosto de 2024     |                                           | 902 000      | 12,2%     |
| 473         | 5           | 30 de agosto de 2024     |                                           | 851 000      | 11,9%     |
| 474         | 6           | 2 de septiembre de 2024  |                                           | 774 000      | 10,7%     |
| 475         | 7           | 3 de septiembre de 2024  |                                           | 797 000      | 10,3%     |
| 476         | 8           | 4 de septiembre de 2024  |                                           | 783 000      | 10,4%     |
| 477         | 9           | 5 de septiembre de 2024  |                                           | 728 000      | 10,0%     |
| 478         | 10          | 6 de septiembre de 2024  |                                           | 878 000      | 11,9%     |
| 479         | 11          | 9 de septiembre de 2024  |                                           | 823 000      | 11,7%     |
| 480         | 12          | 10 de septiembre de 2024 |                                           | 798 000      | 11,2%     |
| 481         | 13          | 11 de septiembre de 2024 |                                           | 809 000      | 11,1%     |
| 482         | 14          | 12 de septiembre de 2024 |                                           | 789 000      | 10,9%     |
| 483         | 15          | 13 de septiembre de 2024 |                                           | 760 000      | 10,7%     |
| 484         | 16          | 16 de septiembre de 2024 |                                           | 812 000      | 11,5%     |
| 485         | 17          | 17 de septiembre de 2024 |                                           | 728 000      | 10,5%     |
| 486         | 18          | 18 de septiembre de 2024 |                                           | 828 000      | 11,6%     |
| 487         | 19          | 19 de septiembre de 2024 |                                           | 787 000      | 10,7%     |
| 488         | 20          | 20 de septiembre de 2024 |                                           | 726 000      | 10,3%     |
| 489         | 21          | 23 de septiembre de 2024 |                                           | 649 000      | 9,3%      |
| 490         | 22          | 24 de septiembre de 2024 |                                           | 761 000      | 10,8%     |
| 491         | 23          | 25 de septiembre de 2024 |                                           | 742 000      | 10,1%     |
| 492         | 24          | 26 de septiembre de 2024 |                                           | 786 000      | 11,1%     |
| 493         | 25          | 27 de septiembre de 2024 |                                           | 751 000      | 10,5%     |
| 494         | 26          | 30 de septiembre de 2024 |                                           | 774 000      | 10,9%     |
| 495         | 27          | 1 de octubre de 2024     |                                           | 723 000      | 10,3%     |
| 496         | 28          | 2 de octubre de 2024     |                                           | 819 000      | 10,5%     |
| 497         | 29          | 3 de octubre de 2024     |                                           | 712 000      | 10,1%     |
| 498         | 30          | 4 de octubre de 2024     |                                           | 673 000      | 9,5%      |
| 499         | 31          | 7 de octubre de 2024     |                                           | 799 000      | 10,6%     |
| 500         | 32          | 8 de octubre de 2024     |                                           | 746 000      | 9,9%      |
| 501         | 33          | 9 de octubre de 2024     |                                           | 823 000      | 10,2%     |
| 502         | 34          | 10 de octubre de 2024    |                                           | 780 000      | 10,8%     |
| 503         | 35          | 11 de octubre de 2024    |                                           | 777 000      | 10,2%     |
| 504         | 36          | 14 de octubre de 2024    |                                           | 763 000      | 10,3%     |
| 505         | 37          | 15 de octubre de 2024    |                                           | 893 000      | 11,4%     |
| 506         | 38          | 16 de octubre de 2024    |                                           | 803 000      | 10,9%     |
| 507         | 39          | 17 de octubre de 2024    |                                           | 805 000      | 10,5%     |
| 508         | 40          | 18 de octubre de 2024    |                                           | 784 000      | 10,4%     |
| 509         | 41          | 21 de octubre de 2024    |                                           | 798 000      | 10,8%     |
| 510         | 42          | 22 de octubre de 2024    |                                           | 850 000      | 11,3%     |
| 511         | 43          | 23 de octubre de 2024    |                                           | 736 000      | 10,0%     |
| 512         | 44          | 24 de octubre de 2024    |                                           | 726 000      | 10,0%     |
| 513         | 45          | 25 de octubre de 2024    |                                           | 790 000      | 10,1%     |
| 514         | 46          | 28 de octubre de 2024    |                                           | 848 000      | 10,2%     |
| 515         | 47          | 29 de octubre de 2024    |                                           | 1 218 000    | 14,0%     |
| 516         | 48          | 30 de octubre de 2024    |                                           | 1 138 000    | 12,2%     |
| 517         | 49          | 31 de octubre de 2024    |                                           | 922 000      | 11,6%     |
| 518         | 50          | 4 de noviembre de 2024   |                                           | 919 000      | 9,8%      |
| 519         | 51          | 5 de noviembre de 2024   |                                           | 821 000      | 10,1%     |
| 520         | 52          | 6 de noviembre de 2024   |                                           | 847 000      | 10,6%     |
| 521         | 53          | 7 de noviembre de 2024   |                                           | 853 000      | 10,8%     |
| 522         | 54          | 8 de noviembre de 2024   |                                           | 861 000      | 10,6%     |
| 523         | 55          | 11 de noviembre de 2024  |                                           | 879 000      | 11,4%     |
| 524         | 56          | 12 de noviembre de 2024  |                                           | 884 000      | 10,4%     |
| 525         | 57          | 13 de noviembre de 2024  |                                           | 1 177 000    | 13,1%     |
| 526         | 58          | 14 de noviembre de 2024  |                                           | 979 000      | 11,6%     |
| 527         | 59          | 15 de noviembre de 2024  |                                           | 900 000      | 10,9%     |
| 528         | 60          | 18 de noviembre de 2024  |                                           | 795 000      | 9,8%      |
| 529         | 61          | 19 de noviembre de 2024  |                                           | 730 000      | 9,1%      |
| 530         | 62          | 20 de noviembre de 2024  |                                           | 967 000      | 11,9%     |
| 531         | 63          | 21 de noviembre de 2024  |                                           | 867 000      | 10,6%     |
| 532         | 64          | 22 de noviembre de 2024  |                                           | 722 000      | 9,1%      |
| 533         | 65          | 25 de noviembre de 2024  |                                           | 886 000      | 10,6%     |
| 534         | 66          | 26 de noviembre de 2024  |                                           | 766 000      | 9,6%      |
| 535         | 67          | 27 de noviembre de 2024  |                                           | 795 000      | 10,1%     |
| 536         | 68          | 28 de noviembre de 2024  |                                           | 867 000      | 11,0%     |
| 537         | 69          | 29 de noviembre de 2024  |                                           | 792 000      | 10,2%     |
| 538         | 70          | 2 de diciembre de 2024   |                                           | 886 000      | 10,9%     |
| 539         | 71          | 3 de diciembre de 2024   |                                           | 853 000      | 10,2%     |
| 540         | 72          | 4 de diciembre de 2024   |                                           | 824 000      | 10,6%     |
| 541         | 73          | 5 de diciembre de 2024   |                                           | 753 000      | 10,0%     |
| 542         | 74          | 9 de diciembre de 2024   |                                           | 963 000      | 10,8%     |
| 543         | 75          | 10 de diciembre de 2024  |                                           | 881 000      | 10,4%     |
| 544         | 76          | 11 de diciembre de 2024  |                                           | 868 000      | 10,4%     |
| 545         | 77          | 12 de diciembre de 2024  |                                           | 890 000      | 11,0%     |
| 546         | 78          | 13 de diciembre de 2024  |                                           | 834 000      | 10,3%     |
| 547         | 79          | 16 de diciembre de 2024  |                                           | 854 000      | 10,6%     |
| 548         | 80          | 17 de diciembre de 2024  |                                           | 817 000      | 10,1%     |
| 549         | 81          | 18 de diciembre de 2024  |                                           | 885 000      | 10,4%     |
| 550         | 82          | 19 de diciembre de 2024  |                                           | 786 000      | 9,9%      |
| 551         | 83          | 20 de diciembre de 2024  |                                           | 863 000      | 10,7%     |
| 552         | 84          | 23 de diciembre de 2024  |                                           | 799 000      | 10,0%     |
| 553         | 85          | 24 de diciembre de 2024  |                                           | 723 000      | 8,5%      |
| 554         | 86          | 26 de diciembre de 2024  |                                           | 895 000      | 10,6%     |
| 555         | 87          | 27 de diciembre de 2024  |                                           | 785 000      | 8,6%      |
| 556         | 88          | 30 de diciembre de 2024  |                                           | 794 000      | 9,7%      |
| 557         | 89          | 31 de diciembre de 2024  |                                           | 790 000      | 8,7%      |
| 558         | 90          | 2 de enero de 2025       |                                           | 792 000      | 9,3%      |
| 559         | 91          | 3 de enero de 2025       |                                           | 833 000      | 9,5%      |
| 560         | 92          | 7 de enero de 2025       |                                           | 919 000      | 10,5%     |
| 561         | 93          | 8 de enero de 2025       |                                           | 887 000      | 10,3%     |
| 562         | 94          | 9 de enero de 2025       |                                           | 884 000      | 10,4%     |
| 563         | 95          | 10 de enero de 2025      |                                           | 819 000      | 9,7%      |
| 564         | 96          | 13 de enero de 2025      |                                           | 930 000      | 11,0%     |
| 565         | 97          | 14 de enero de 2025      | Fofito                                    | 929 000      | 11,5%     |
| 566         | 98          | 15 de enero de 2025      |                                           | 940 000      | 11,6%     |
| 567         | 99          | 16 de enero de 2025      |                                           | 816 000      | 9,9%      |
| 568         | 100         | 17 de enero de 2025      |                                           | 891 000      | 10,6%     |
| 569         | 101         | 20 de enero de 2025      |                                           | 1 004 000    | 11,0%     |
| 570         | 102         | 21 de enero de 2025      |                                           | 953 000      | 11,0%     |
| 571         | 103         | 22 de enero de 2025      |                                           | 927 000      | 10,7%     |
| 572         | 104         | 23 de enero de 2025      |                                           | 880 000      | 10,7%     |
| 573         | 105         | 24 de enero de 2025      |                                           | 865 000      | 10,2%     |
| 574         | 106         | 27 de enero de 2025      |                                           | 844 000      | 9,8%      |
| 575         | 107         | 28 de enero de 2025      |                                           | 849 000      | 10,2%     |
| 576         | 108         | 29 de enero de 2025      |                                           | 884 000      | 10,4%     |
| 577         | 109         | 30 de enero de 2025      |                                           | 934 000      | 11,1%     |
| 578         | 110         | 31 de enero de 2025      |                                           | 906 000      | 11,0%     |
| 579         | 111         | 3 de febrero de 2025     | Paola Santoni                             | 847 000      | 10,5%     |
| 580         | 112         | 4 de febrero de 2025     | María Luisa Merlo                         | 774 000      | 9,8%      |
| 581         | 113         | 5 de febrero de 2025     | Loreto Valverde                           | 855 000      | 10,7%     |
| 582         | 114         | 6 de febrero de 2025     | Carlos Iglesias                           | 793 000      | 9,7%      |
| 583         | 115         | 7 de febrero de 2025     | Goya Ruiz y Café Quijano                  | 879 000      | 10,1%     |
| 584         | 116         | 10 de febrero de 2025    | Zayra Gutiérrez                           | 897 000      | 11,1%     |
| 585         | 117         | 11 de febrero de 2025    |                                           | 892 000      | 10,8%     |
| 586         | 118         | 12 de febrero de 2025    |                                           | 861 000      | 10,6%     |
| 587         | 119         | 13 de febrero de 2025    | Mari Cruz Soriano                         | 829 000      | 10,6%     |
| 588         | 120         | 14 de febrero de 2025    | Merche                                    | 697 000      | 9,0%      |
| 589         | 121         | 17 de febrero de 2025    | Jaime Ostos Jr.                           | 800 000      | 10,3%     |
| 590         | 122         | 18 de febrero de 2025    | Rappel y Tatiana Payá                     | 826 000      | 10,5%     |
| 591         | 123         | 19 de febrero de 2025    | Eva Pont                                  | 789 000      | 10,4%     |
| 592         | 124         | 20 de febrero de 2025    |                                           | 786 000      | 10,3%     |
| 593         | 125         | 21 de febrero de 2025    | Vanesa Romero y Begoña Gutiérrez          | 771 000      | 9,3%      |
| 594         | 126         | 24 de febrero de 2025    |                                           | 810 000      | 10,3%     |
| 595         | 127         | 25 de febrero de 2025    |                                           | 922 000      | 11,3%     |
| 596         | 128         | 26 de febrero de 2025    |                                           | 756 000      | 10,3%     |
| 597         | 129         | 27 de febrero de 2025    | Eva Soriano                               | 818 000      | 10,5%     |
| 598         | 130         | 28 de febrero de 2025    | Felipe de Luis Manero                     | 774 000      | 9,7%      |
| 599         | 131         | 3 de marzo de 2025       | Blanca Villa                              | 860 000      | 10,2%     |
| 600         | 132         | 4 de marzo de 2025       |                                           | 909 000      | 10,8%     |
| 601         | 133         | 5 de marzo de 2025       |                                           | 857 000      | 10,3%     |
| 602         | 134         | 6 de marzo de 2025       | La Mari de Chambao                        | 882 000      | 10,7%     |
| 603         | 135         | 7 de marzo de 2025       | Pablo Carbonell                           | 803 000      | 9,4%      |
| 604         | 136         | 10 de marzo de 2025      | Diego Maradona                            | 805 000      | 10,6%     |
| 605         | 137         | 11 de marzo de 2025      |                                           | 837 000      | 10,1%     |
| 606         | 138         | 12 de marzo de 2025      |                                           | 855 000      | 10,6%     |
| 607         | 139         | 13 de marzo de 2025      |                                           | 907 000      | 10,7%     |
| 608         | 140         | 14 de marzo de 2025      |                                           | 804 000      | 9,7%      |
| 609         | 141         | 17 de marzo de 2025      |                                           | 885 000      | 10,5%     |
| 610         | 142         | 18 de marzo de 2025      |                                           | 785 000      | 9,3%      |
| 611         | 143         | 19 de marzo de 2025      |                                           | 824 000      | 10,0%     |
| 612         | 144         | 20 de marzo de 2025      |                                           | 781 000      | 9,6%´     |
| 613         | 145         | 21 de marzo de 2025      |                                           | 889 000      | 10,4%     |
| 614         | 146         | 24 de marzo de 2025      | Rosa González                             | 877 000      | 10,5%     |
| 615         | 147         | 25 de marzo de 2025      |                                           | 794 000      | 10,1%     |
| 616         | 148         | 26 de marzo de 2025      | Cayetana Guillén Cuervo                   | 771 000      | 10,4%     |
| 617         | 149         | 27 de marzo de 2025      | María Abradelo                            | 835 000      | 11,4%     |
| 618         | 150         | 28 de marzo de 2025      |                                           | 709 000      | 9,6%      |
| 619         | 151         | 31 de marzo de 2025      | Gotzon Mantuliz                           | 769 000      | 10,2%     |
| 620         | 152         | 1 de abril de 2025       | Isabelle Junot                            | 799 000      | 11,1%     |
| 621         | 153         | 2 de abril de 2025       | Mara Torres                               | 897 000      | 11,4%     |
| 622         | 154         | 3 de abril de 2025       |                                           | 848 000      | 10,7%     |
| 623         | 155         | 4 de abril de 2025       |                                           | 747 000      | 9,6%      |
| 624         | 156         | 7 de abril de 2025       |                                           | 681 000      | 9,7%      |
| 625         | 157         | 8 de abril de 2025       |                                           | 774 000      | 11,0%     |
| 626         | 158         | 9 de abril de 2025       | El Dioni                                  | 679 000      | 9,6%      |
| 627         | 159         | 10 de abril de 2025      | Pedro Piqueras                            | 821 000      | 11,9%     |
| 628         | 160         | 11 de abril de 2025      | Blas Cantó                                | 842 000      | 10,9%     |
| 629         | 161         | 14 de abril de 2025      | Zeus Montiel                              | 659 000      | 8,7%      |
| 630         | 162         | 15 de abril de 2025      | Verónica Hidalgo                          | 749 000      | 9,7%      |
| 631         | 163         | 16 de abril de 2025      | Elena Ballesteros                         | 705 000      | 9,4%      |
| 632         | 164         | 17 de abril de 2025      | Rosa López                                | 650 000      | 8,3%      |
| 633         | 165         | 21 de abril de 2025      |                                           | 795 000      | 10,3%     |
| 634         | 166         | 22 de abril de 2025      |                                           | 717 000      | 9,9%      |
| 635         | 167         | 23 de abril de 2025      | Carmen Gila                               | 732 000      | 10,7%     |
| 636         | 168         | 24 de abril de 2025      | Toni Acosta                               | 702 000      | 10,2%     |
| 637         | 169         | 25 de abril de 2025      | Silvia Marsó                              | 747 000      | 10,8%     |
| 638         | 170         | 28 de abril de 2025      |                                           | 255 000      | 10,4%     |
| 639         | 171         | 29 de abril de 2025      |                                           | 720 000      | 10,2%     |
| 640         | 172         | 30 de abril de 2025      |                                           | 921 000      | 12,7%     |
| 641         | 173         | 2 de mayo de 2025        |                                           | 789 000      | 10,7%     |
| 642         | 174         | 5 de mayo de 2025        | Begoña Villacís y Gunilla von Bismarck    | 828 000      | 10,9%     |
| 643         | 175         | 6 de mayo de 2025        | Natalia Sánchez y Massiel                 | 796 000      | 11,0%     |
| 644         | 176         | 7 de mayo de 2025        |                                           | 777 000      | 11,2%     |
| 645         | 177         | 8 de mayo de 2025        |                                           | 902 000      | 11,5%     |
| 646         | 178         | 9 de mayo de 2025        |                                           | 669 000      | 9,2%      |
| 647         | 179         | 12 de mayo de 2025       | Mayte Zaldívar                            | 831 000      | 11,3%     |
| 648         | 180         | 13 de mayo de 2025       | Norma Duval                               | 836 000      | 11,6%     |
| 649         | 181         | 14 de mayo de 2025       | Mercedes Milá                             | 883 000      | 11,9%     |
| 650         | 182         | 15 de mayo de 2025       | Miguel Ángel Valero                       | 794 000      | 10,5%     |
| 651         | 183         | 16 de mayo de 2025       |                                           | 747 000      | 10,6%     |
| 652         | 184         | 19 de mayo de 2025       | Elena Tablada                             | 867 000      | 11,7%     |
| 653         | 185         | 20 de mayo de 2025       | Paz Padilla                               | 729 000      | 10,6%     |
| 654         | 186         | 21 de mayo de 2025       |                                           | 750 000      | 10,8%     |
| 655         | 187         | 22 de mayo de 2025       | Roberto Brasero                           | 831 000      | 12,1%     |
| 656         | 188         | 23 de mayo de 2025       | Gisela                                    | 778 000      | 11,0%     |
| 657         | 189         | 26 de mayo de 2025       | Marianico el Corto                        | 742 000      | 10,2%     |
| 658         | 190         | 27 de mayo de 2025       | Rosa Rodríguez y Manu Pascual             | 830 000      | 11,6%     |
| 659         | 191         | 28 de mayo de 2025       |                                           | 780 000      | 10,9%     |
| 660         | 192         | 29 de mayo de 2025       | Óscar Téllez                              | 751 000      | 10,6%     |
| 661         | 193         | 30 de mayo de 2025       | Inés Sainz                                | 743 000      | 10,2%     |
| 662         | 194         | 2 de junio de 2025       | Águeda López                              | 821 000      | 11,1%     |
| 663         | 195         | 3 de junio de 2025       | Amparo Ferri                              | 880 000      | 12,0%     |
| 664         | 196         | 4 de junio de 2025       | Rosa Clará                                | 764 000      | 10,7%     |
| 665         | 197         | 5 de junio de 2025       | Laura Moure                               | 744 000      | 10,7%     |
| 666         | 198         | 6 de junio de 2025       | Melani García                             | 674 000      | 9,4%      |
| 667         | 199         | 9 de junio de 2025       | Nacho Duato                               | 830 000      | 11,5%     |
| 668         | 200         | 10 de junio de 2025      | María Galiana                             | 844 000      | 11,6%     |
| 669         | 201         | 11 de junio de 2025      |                                           | 732 000      | 10,4%     |
| 670         | 202         | 12 de junio de 2025      |                                           | 900 000      | 12,4%     |
| 671         | 203         | 13 de junio de 2025      | William Levy                              | 756 000      | 10,4%     |
| 672         | 204         | 16 de junio de 2025      | Vanesa Martín                             | 795 000      | 10,4%     |
| 673         | 205         | 17 de junio de 2025      | Juan y Medio                              | 889 000      | 11,9%     |
| 674         | 206         | 18 de junio de 2025      | Poty Castillo                             | 794 000      | 10,7%     |
| 675         | 207         | 19 de junio de 2025      | Flavia Zarzo y Pastora Soler              | 714 000      | 9,7%      |
| 676         | 208         | 20 de junio de 2025      | Serafín Zubiri                            | 762 000      | 10,2%     |
| 677         | 209         | 23 de junio de 2025      | Francisco                                 | 783 000      | 10,1%     |
| 678         | 210         | 24 de junio de 2025      | Marianne Sandberg                         | 787 000      | 10,0%     |
| 679         | 211         | 25 de junio de 2025      | Nuria Fergó                               | 843 000      | 11,6%     |
| 680         | 212         | 26 de junio de 2025      | Santiago Segura                           | 711 000      | 10,2%     |
| 681         | 213         | 27 de junio de 2025      | Carlos Rivera                             | 726 000      | 10,0%     |
| 682         | 214         | 30 de junio de 2025      | Ana Belén                                 | 794 000      | 10,0%     |
| 683         | 215         | 1 de julio de 2025       | David Cantero                             | 772 000      | 10,2%     |
| 684         | 216         | 2 de julio de 2025       | Gloria Trevi                              | 753 000      | 9,9%      |
| 685         | 217         | 3 de julio de 2025       | María José Besora                         | 805 000      | 10,8%     |
| 686         | 218         | 4 de julio de 2025       | Florentino Fernández                      | 813 000      | 10,9%     |
| 687         | 219         | 7 de julio de 2025       | Sandra Golpe                              | 841 000      | 10,7%     |
| 688         | 220         | 8 de julio de 2025       | Cristina Sánchez                          | 771 000      | 10,4%     |
| 689         | 221         | 9 de julio de 2025       | Verónica Mengod y Pipi Estrada            | 803 000      | 11,0%     |
| 690         | 222         | 10 de julio de 2025      | Juan Avellaneda                           | 772 000      | 10,9%     |
| 691         | 223         | 11 de julio de 2025      | Sonia Monroy                              | 649 000      | 8,9%      |
| 692         | 224         | 14 de julio de 2025      | Melani García                             | 814 000      | 10,8%     |
| 693         | 225         | 15 de julio de 2025      | Josep Lobató                              | 727 000      | 10,1%     |
| 694         | 226         | 16 de julio de 2025      | Cayetana Guillén Cuervo y Raquel Revuelta | 722 000      | 10,0%     |
| 695         | 227         | 17 de julio de 2025      | Carlos García-Hirschfeld                  | 699 000      | 9,4%      |
| 696         | 228         | 18 de julio de 2025      | David Civera                              | 759 000      | 10,5%     |
| 697         | 229         | 21 de julio de 2025      | Ángel Garó                                | 848 000      | 11,6%     |
| 698         | 230         | 22 de julio de 2025      | Leonor Lavado                             | 815 000      | 11,5%     |
| 699         | 231         | 23 de julio de 2025      | Juan Valderrama                           | 812 000      | 11,1%     |

### YAS verano (2025)
| N.º (serie) | N.º (temp.) | Fecha de emisión     | Invitado(s)                   | Audiencia    | Audiencia |
| N.º (serie) | N.º (temp.) | Fecha de emisión     | Invitado(s)                   | Espectadores | Cuota     |
| ----------- | ----------- | -------------------- | ----------------------------- | ------------ | --------- |
| 700         | 1           | 24 de julio de 2025  | Paulo Futre Junior            | 740 000      | 10,2%     |
| 701         | 2           | 25 de julio de 2025  | Soraya Arnelas                | 744 000      | 10,6%     |
| 702         | 3           | 28 de julio de 2025  | Marta Valverde                | 664 000      | 9,3%      |
| 703         | 4           | 29 de julio de 2025  | Andoni Ferreño                | 807 000      | 11,6%     |
| 704         | 5           | 30 de julio de 2025  | Lorena Bernal                 | 756 000      | 10,7%     |
| 705         | 6           | 31 de julio de 2025  | Ángela Carrasco               | 664 000      | 9,4%      |
| 706         | 7           | 1 de agosto de 2025  | Agustín Ramírez               | 701 000      | 10,1%     |
| 707         | 8           | 4 de agosto de 2025  | David Venancio Muro           | 776 000      | 10,6%     |
| 708         | 9           | 5 de agosto de 2025  | Juan Muñoz                    | 684 000      | 9,9%      |
| 709         | 10          | 6 de agosto de 2025  | Laura Pamplona                | 764 000      | 11,3%     |
| 710         | 11          | 7 de agosto de 2025  | Juanito el Golosina           | 711 000      | 10,4%     |
| 711         | 12          | 8 de agosto de 2025  | Vanesa García                 | 726 000      | 10,4%     |
| 712         | 13          | 11 de agosto de 2025 | Agustín Bravo                 | 739 000      | 10,2%     |
| 713         | 14          | 12 de agosto de 2025 | Chiquí Martí                  | 744 000      | 9,8%      |
| 714         | 15          | 13 de agosto de 2025 | Cristina Medina               | 688 000      | 9,7%      |
| 715         | 16          | 14 de agosto de 2025 | Joaquín Missiego              | 685 000      | 10,0%     |
| 716         | 17          | 18 de agosto de 2025 | Lucía Hoyos                   | 712 000      | 9,7%      |
| 717         | 18          | 19 de agosto de 2025 | Jenny Llada                   | 704 000      | 10,3%     |
| 718         | 19          | 20 de agosto de 2025 | Juan Moya y Alexandra Jiménez |              |           |
| 719         | 20          | 21 de agosto de 2025 |                               |              |           |
| 720         | 21          | 22 de agosto de 2025 |                               |              |           |
| 721         | 22          | 25 de agosto de 2025 |                               |              |           |
| 722         | 23          | 26 de agosto de 2025 |                               |              |           |
| 723         | 24          | 27 de agosto de 2025 |                               |              |           |
| 724         | 25          | 28 de agosto de 2025 |                               |              |           |
| 725         | 26          | 29 de agosto de 2025 |                               |              |           |

### Audiencias por meses
| Año  | Mes        | Audiencia    | Audiencia |
| Año  | Mes        | Espectadores | Cuota     |
| ---- | ---------- | ------------ | --------- |
| 2022 | Octubre    | 1 186 000    | 14,3%     |
| 2022 | Noviembre  | 1 173 000    | 12,5%     |
| 2022 | Diciembre  | 1 196 000    | 12,1%     |
| 2022 | Media      | 1 185 000    | 13,0%     |
| 2023 | Enero      | 1 327 000    | 13,4%     |
| 2023 | Febrero    | 1 344 000    | 13,9%     |
| 2023 | Marzo      | 1 176 000    | 13,7%     |
| 2023 | Abril      | 959 000      | 12,8%     |
| 2023 | Mayo       | 972 000      | 12,5%     |
| 2023 | Junio      | 918 000      | 12,1%     |
| 2023 | Julio      | 889 000      | 11,7%     |
| 2023 | Agosto     | 741 000      | 10,0%     |
| 2023 | Septiembre | 872 000      | 11,7%     |
| 2023 | Octubre    | 933 000      | 12,2%     |
| 2023 | Noviembre  | 1 052 000    | 11,9%     |
| 2023 | Diciembre  | 1 057 000    | 12,0%     |
| 2023 | Media      | 1 020 000    | 12,3%     |
| 2024 | Enero      | 1 080 000    | 12,1%     |
| 2024 | Febrero    | 1 046 000    | 12,3%     |
| 2024 | Marzo      | 978 000      | 12,0%     |
| 2024 | Abril      | 900 000      | 12,1%     |
| 2024 | Mayo       | 847 000      | 11,9%     |
| 2024 | Junio      | 845 000      | 11,5%     |
| 2024 | Julio      | 788 000      | 11,0%     |
| 2024 | Agosto     | 737 000      | 10,5%     |
| 2024 | Septiembre | 775 000      | 10,8%     |
| 2024 | Octubre    | 823 000      | 10,7%     |
| 2024 | Noviembre  | 865 000      | 10,6%     |
| 2024 | Diciembre  | 837 000      | 10,1%     |
| 2024 | Media      | 877 000      | 11,3%     |
| 2025 | Enero      | 890 000      | 10,5%     |
| 2025 | Febrero    | 819 000      | 10,3%     |
| 2025 | Marzo      | 830 000      | 10,2%     |
| 2025 | Abril      | 735 000      | 10,3%     |
| 2025 | Mayo       | 793 000      | 11,0%     |
| 2025 | Junio      | 788 000      | 10,7%     |
| 2025 | Julio      | 763 000      | 10,5%     |
| 2025 | Agosto     |              |           |
| 2025 | Septiembre |              |           |
| 2025 | Octubre    |              |           |
| 2025 | Noviembre  |              |           |
| 2025 | Diciembre  |              |           |
| 2025 | Media      |              |           |
| 2026 | Enero      |              |           |
| 2026 | Febrero    |              |           |
| 2026 | Marzo      |              |           |
| 2026 | Abril      |              |           |
| 2026 | Mayo       |              |           |
| 2026 | Junio      |              |           |
| 2026 | Julio      |              |           |
| 2026 | Agosto     |              |           |
| 2026 | Media      |              |           |